# Жюльєн Бутте
Жюльєн Бутте (фр. Julien Boutter; нар. 5 квітня 1974) — колишній французький тенісист.
Найвищу одиночну позицію світового рейтингу — 46 місце досяг 20 травня 2002, парну — 26 місце — 26 серпня 2002 року.
Здобув 1 одиночний та 4 парні титули.
Найвищим досягненням на турнірах Великого шолома був півфінал в парному розряді.
Завершив кар'єру 2005 року.

## Фінали за кар'єру

### Одиночний розряд: 2 (1–1)
| Легенда                         |
| Турніри Великого шлему (0–0)    |
| Tennis Masters Cup (0–0)        |
| Серія Мастерс ATP (0–0)         |
| Серія ATP Інтернешнл Ґолд (0–0) |
| Серія ATP Інтернешнл (1–1)      |

| Фінали за покриттям |
| Тверде (0–0)        |
| Ґрунт (1–0)         |
| Трава (0–0)         |
| Килим (0–1)         |

| Результат | W/L | Дата     | Турнір              | Покриття  | Суперник        | Рахунок            |
| --------- | --- | -------- | ------------------- | --------- | --------------- | ------------------ |
| Поразка   | 0–1 | Січ 2001 | Мілан, Італія       | Килим (i) | Роджер Федерер  | 4–6, 7–6(9–7), 4–6 |
| Перемога  | 1–1 | Кві 2003 | Касабланка, Марокко | Ґрунт     | Юнес Ель-Айнауї | 6–2, 2–6, 6–1      |

### Парний розряд: 6 (4–2)
| Легенда                         |
| Турніри Великого шлему (0–0)    |
| Tennis Masters Cup (0–0)        |
| Серія Мастерс ATP (0–0)         |
| Серія ATP Інтернешнл Ґолд (0–0) |
| Серія ATP Інтернешнл (4–2)      |

| Фінали за покриттям |
| Тверде (4–1)        |
| Ґрунт (0–0)         |
| Трава (0–0)         |
| Килим (0–1)         |

| Результат | W/L | Дата     | Турнір                    | Покриття   | Партнер         | Суперники                       | Рахунок            |
| --------- | --- | -------- | ------------------------- | ---------- | --------------- | ------------------------------- | ------------------ |
| Перемога  | 1–0 | Січ 2000 | Maharashtra Open, Індія   | Тверде     | Крістоф Рохус   | Саурав Панджа Срінатх Прахлад   | 7–5, 6–1           |
| Перемога  | 2–0 | Жов 2000 | Тулуза, Франція           | Тверде (i) | Фабріс Санторо  | Доналд Джонсон Піт Норвал       | 7–68, 4–6, 7–65    |
| Перемога  | 3–0 | Лют 2001 | Марсель, Франція          | Тверде (i) | Фабріс Санторо  | Майкл Гілл Джефф Таранго        | 7–67, 7–5          |
| Перемога  | 4–0 | Вер 2001 | Tashkent Open, Узбекистан | Тверде     | Домінік Грбатий | Маріус Барнард Джим Томас       | 6–4, 3–6, [13–11]  |
| Поразка   | 4–1 | Січ 2002 | Мілан, Італія             | Килим (i)  | Максим Мирний   | Карстен Браш Андрій Ольховський | 6–3, 56–7, [10–12] |
| Поразка   | 4–2 | Лют 2002 | Марсель, Франція          | Тверде (i) | Максим Мирний   | Арно Клеман Ніколя Ескюде       | 4–6, 3–6           |

## Фінали челленджерів і ф'ючерсів

### Одиночний розряд: 7 (3–4)
| Легенда (одиночний розряд) |
| Челленджери (3–2)          |
| Ф'ючерси (0–2)             |

| Результат | Ранг | Дата           | Турнір                         | Покриття   | Суперник у фіналі  | Рахунок у фіналі |
| Поразка   | 1.   | 9 лютого 1998  | Берггайм, Австрія              | Килим (i)  | Івайло Трайков     | 3–6, 2–6         |
| Поразка   | 2.   | 27 квітня 1998 | Есслінген-на-Некарі, Німеччина | Ґрунт      | Хорді Мас-Родрігес | 2–6, 2–6         |
| Поразка   | 3.   | 28 грудня 1998 | Мумбай, Індія                  | Тверде     | Антоні Дюпюї       | 5–7, 6–7         |
| Перемога  | 1.   | 1 березня 1999 | Гренобль, Франція              | Тверде (i) | Антоні Дюпюї       | 6–2, 4–6, 6–4    |
| Поразка   | 4.   | 14 червня 1999 | Загреб, Хорватія               | Ґрунт      | Андреа Гауденці    | 1–6, 4–6         |
| Перемога  | 2.   | 28 лютого 2000 | Шербур, Франція                | Тверде (i) | Михайло Южний      | 6–1, 6–0         |
| Перемога  | 3.   | 6 березня 2000 | Безансон, Франція              | Тверде (i) | Юліан Ноул         | 6–4, 7–64        |

### Парний розряд: 5 (2–3)
| Легенда           |
| Челленджери (2–1) |
| Ф'ючерси (0–2)    |

| Результат | Ранг | Дата           | Турнір                         | Покриття   | Партнер           | Суперники у фіналі                      | Рахунок у фіналі |
| Поразка   | 1.   | 21 липня 1997  | Остенде, Бельгія               | Ґрунт      | Тарік Бонабіль    | Кріс Ґоссенс Том Ванхудт                | 6–3, 4–6, 0–6    |
| Поразка   | 2.   | 9 лютого 1998  | Берггайм, Австрія              | Килим (i)  | Жан-Мішель Пекері | Маркус Менцлер Маркус Вісльшперґер      | 6–4, 1–6, 0–6    |
| Поразка   | 3.   | 27 квітня 1998 | Есслінген-на-Некарі, Німеччина | Ґрунт      | Жан-Рене Лінар    | Федеріко Бровне Мартін Гарсія           | 6–7, 2–6         |
| Перемога  | 1.   | 28 лютого 2000 | Шербур, Франція                | Тверде (i) | Мікаель Льодра    | Жульєн Беннето Ніколя Маю               | 2–6, 6–4, 7–5    |
| Перемога  | 2.   | 6 березня 2000 | Безансон, Франція              | Тверде (i) | Мікаель Льодра    | Стефано Пескосолідо Вінченцо Сантопадре | 6–4, 66–7, 7–65  |